# Transmed

Die TransMed (oben rechts) als Teil des Gaspipeline-Systems zwischen Nordafrika und Südeuropa

Die Transmed (Schreibweise auch TransMed, kurz für Trans-Mediterrane Gasleitung), ab dem Jahr 2000 auch Gasleitung „Enrico Mattei“ (GEM) genannt, ist eine etwa 2500 Kilometer lange Pipeline-Trasse, durch die Erdgas von Algerien über Tunesien durch das Mittelmeer nach Sizilien und hinauf bis in den Norden von Italien geliefert wird.
Die Verbindung wurde 1983 in Betrieb genommen und über die folgenden Jahrzehnte mehrfach erweitert. Federführend beim Bau und Betrieb sind (direkt und indirekt über Tochterunternehmen) die Öl- und Gaskonzerne Sonatrach auf algerischer Seite und Eni auf italienischer Seite.

## Geschichte
Erste Überlegungen zum Bau einer Pipelineverbindung nach Europa gab es bereits unmittelbar nach der Entdeckung des großen Gasvorkommens Hassi R’Mel in Algerien Mitte der 1950er-Jahre. Nach der Erschließung des Gasfeldes wurden die Pläne ab Mitte der 1960er-Jahre konkreter und es wurden Machbarkeitsstudien durchgeführt.
Nach Verhandlungen zwischen Algerien und Italien verständigten sich die Staatsunternehmen Sonatrach und Eni im Jahr 1972 grundsätzlich auf die Lieferung von Gas. Nachdem auch Tunesien der Durchleitung zugestimmt hatte, wurde im Jahr 1977 der erste Vertrag abgeschlossen, der die Lieferung von 12,3 Mrd. m³/a über 25 Jahre sowie den Bau der dafür vorgesehenen Pipeline vorsah.

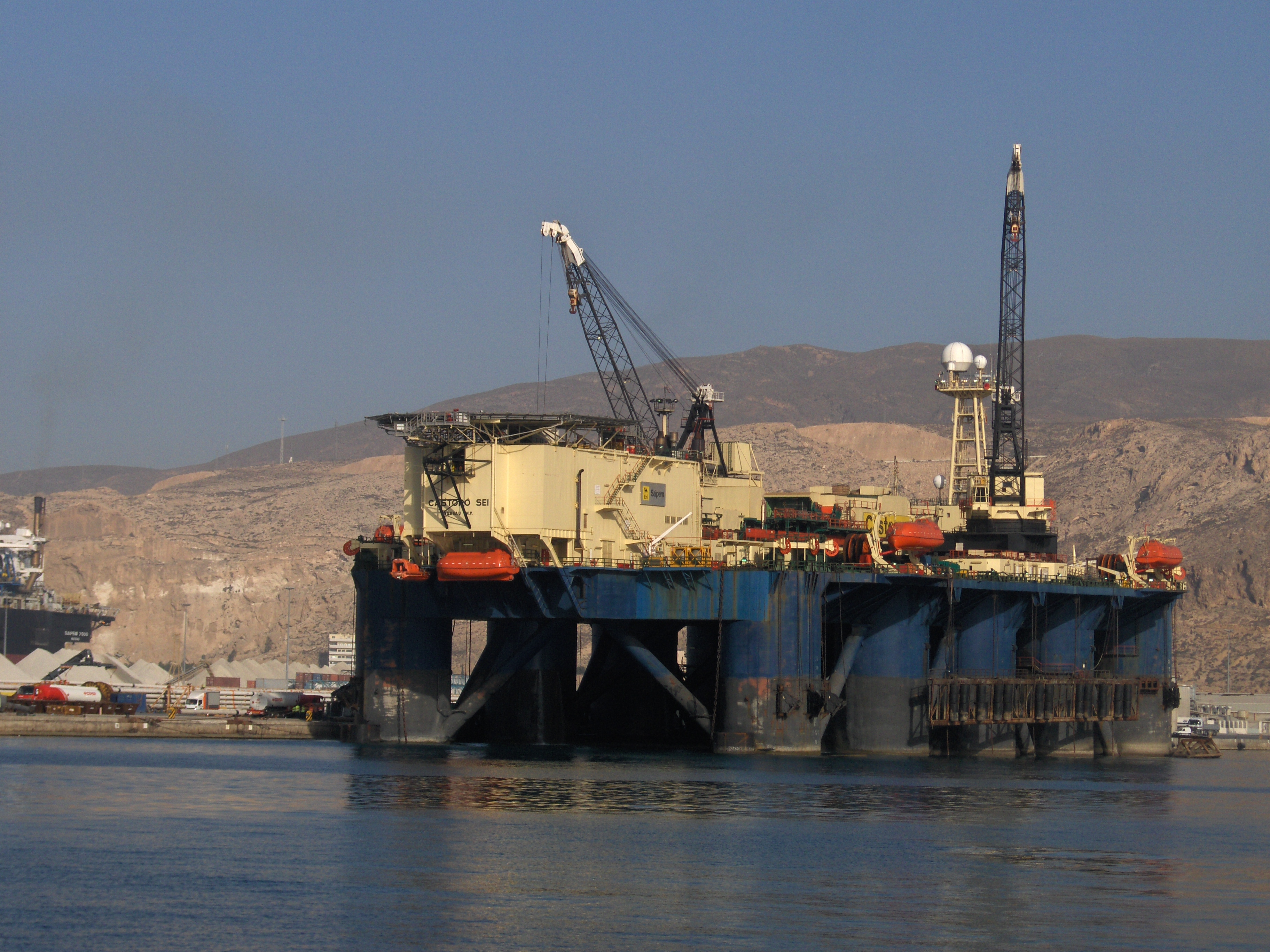
Die Castoro Sei, ein Rohrleger-Schiff, das von der Eni-Tochter Saipem eigens für die Querung der Straße von Sizilien im Zuge des Baus der Transmed-Pipeline angeschafft wurde.

Die Bauarbeiten begannen 1978. Eine Pionierleistung stellte damals insbesondere die Querung des Mittelmeeres dar, denn die Transmed-Pipeline war neben der Ekofisk-Pipeline (in der Nordsee) die erste große Untersee-Pipeline der Welt. Das Legen der Pipeline übernahm die Eni-Tochter Saipem, wofür diese das eigens zu diesem Anlass gebaute Rohrleger-Spezialschiff Castoro Sei nutzte. Im Jahr 1983 wurde die Leitung fertiggestellt und das erste Gas hindurchgeleitet.
1990 vereinbarten Eni und Sonatrach, die Kapazität um 7 Mrd. m³/a zu erhöhen, wofür zwischen 1991 und 1997 eine zweite Leitung gebaut und die Verdichterstationen ertüchtigt wurden.
Im Jahr 2000 erhielt die Transmed-Pipeline zu Ehren des Eni-Managers Enrico Mattei, dessen Engagement in Algerien maßgeblich zum Zustandekommen der algerisch-italienischen Gaslieferung beigetragen hatte, dessen Namen.
In den Jahren 2007–2008 und 2010–2012 wurde die Kapazität der Pipeline nochmals erhöht, wofür weitere Leitungen und Verdichterstationen gebaut wurden. 2012 erreichten die Pipelines ihre heutige Kapazität von bis zu 33 Mrd. m³/a.

## Abschnitte und Stationen der Trasse

### Erbauer, Eigner und Betreiber
Die Bauherren, Eigner und Betreiber der verschiedenen Leitungsabschnitte sind:
- Der Abschnitt in Algerien war und ist vollständig unter der Kontrolle des algerischen Staatsunternehmens Sonatrach, das auch Lieferant des Gases ist.[4]
- Der Abschnitt durch das Staatsgebiet von Tunesien wurde errichtet von der Société pour la Construction du Gazoduc Transtunisien (SCOGAT) im Auftrag der Trans-Tunesian Pipeline Company (TTPC),[8] einer 100%igen Tochter der Eni. Nach dem Bau ging die Pipeline von der TTPC in den Besitz der tunesischen Staatsgesellschaft Société Tunisienne du Gazoduc Trans-Tunisien (SOTUGAT) über, die der Eni im Gegenzug die exklusiven Nutzungsrechte einräumte. Betrieben wird der tunesische Abschnitt von der Société de Service du Gazoduc Transtunisien (SERGAZ).[9][3]
- Für den Bau und Betrieb des Abschnitts, auf dem die Leitung das Mittelmeer (die Straße von Sizilien) quert, ist die Trans-Mediterranean Pipeline Company (TMPC), eine gemeinsame Tochter von Eni und Sonatrach (je 50 %), zuständig.[2][10]
- Das Fernleitungsnetz in Italien, zu dem die Transmed-Pipeline gehört, wird betrieben von Snam Rete Gas,[11] einem Tochterunternehmen der Eni.[5][2][12]

Die Vermarktung der Transportkapazität der Pipeline übernimmt seit 2005 die italienische Gesellschaft Transmed S.p.A. ebenfalls eine Tochter von Eni und Sonatrach.

### Streckenverlauf
Die Trasse hat eine Gesamtlänge von etwa 2.580 Kilometern. wovon etwa 550 km in Algerien, 370 km in Tunesien, 160 km im Mittelmeer und 1.500 km in Italien liegen. Im Abstand von etwa 150–250 km wird der Druck durch eine Verdichterstationen angehoben (in Summe elf Zwischenstationen).
Die Pipeline beginnt bei Hassi R’Mel im Norden Algeriens. Hier wird überwiegend Gas aus dem dortigen Gasfeld eingespeist. Kleinere Anteile kommen über ein vorgeschaltetes Leitungssystem aus südöstlicher Richtung aus Feldern bei Hassi Messaoud (Haoud El Hamra) sowie aus dem Grenzgebiet zu Libyen. In Zukunft soll auch die derzeit (Stand 2013) in Bau befindliche Trans-Sahara-Pipeline aus Nigeria hier anbinden.
Von Hassi R’Mel läuft die Route in Richtung Nordosten über eine Verdichterstation bei Ain Naga (nördlich des Chott Melrhir), bis es nach 550 km bei Bir El Ater die algerisch-tunesische Grenze kreuzt.
Auf tunesischer Seite beginnt an der Übergabestation Oued Saf Saf (O-Safsaf) der zweite Abschnitt, die 370 km lange Trans-Tunesische Pipeline (TTPC-Pipeline), die über Verdichterstationen bei Fériana, Sbeitla, Sbikha und Korba, Menzel Temime verläuft, bis sie bei El Haouaria nahe dem Kap Bon die Tunesische Küste erreicht.
Vom Kap Bon kreuzt die Leitung als Untersee-Pipeline in bis zu 600 m Tiefe auf dem Grund des Mittelmeeres die 155 km breite Straße von Sizilien. Dieser Abschnitt heißt nach der Betreibergesellschaft auch TMPC-Pipeline.
Bei Mazara del Vallo erreicht die Leitung die Küste Siziliens. Von hier läuft die Trasse quer über die Insel. Verdichterstationen bei Enna im Zentrum der Insel und bei Messina an der Ostküste Siziliens sorgen für die nötige Druckerhöhung. Nach der Querung der (im Vergleich zur Straße von Sizilien) relativ schmalen Straße von Messina erreicht die Trasse in Favazzina nahe Scilla das italienische Festland. Weitere Stationen entlang der Italienischen Halbinsel sind Tarsia, Montesano, Melizzano, Gallese und Terranuova.
Die Pipeline endet in Minerbio bei Bologna in the Po-Ebene Norditaliens. Hier wird das Gas in das norditalienische Verteilnetz eingespeist. Außerdem schließen sich hier weitere Fernleitungen an, über die Gas in die Schweiz (über den Griespass), nach Österreich (über Tarvis) und nach Slowenien (über Görz) geliefert werden kann.

### Tabellarische Übersicht
Die Abschnitte der Trasse in der tabellarischen Übersicht:
| Abschnitt Land                                                                | Abschnitt Bauherr/Eigner/Betreiber | Abschnitt Länge | Querschnitt Kapazität             | Stationen |
| ----------------------------------------------------------------------------- | --- | --------------- | --------------------------------- | --- |
| Algerien GEM-Pipeline (fr. Gazoduc Enrico Mattei)                             | Sonatrach | 550 km          | 3× 1200 mm (48") 33,15 Mrd. m³/a  | - Hassi R’Mel (Einspeisung mit Verdichterstation, 32° 57′ 18,6″ N, 3° 15′ 3″ O) - ? (Verdichterstation, 34° 10′ 25,8″ N, 4° 28′ 10,6″ O) - Ain Naga (Verdichterstation, 34° 40′ 31,7″ N, 6° 11′ 24,2″ O) - ? (Mess- und Regelstation, 34° 38′ 26,5″ N, 7° 24′ 3,1″ O) - Bir El Ater (Übergabestation, 34° 46′ 5,4″ N, 8° 16′ 39,2″ O) |
| Tunesien TTPC-Pipeline Trans-Tunesische Pipeline (fr. Gazoduc Trans-Tunisien) | TTPC (en. Trans-Tunisian Pipeline Company) SOTUGAT (fr. Société Tunisienne du Gazoduc Trans-Tunisien) SERGAZ (fr. Société de Service du Gazoduc Transtunisien) | 370 km          | 2× 1200 mm (48")                  | - Oued Saf Saf (O-Safsaf), Fériana (Verdichterstation, 34° 46′ 7,9″ N, 8° 17′ 38,1″ O) - Sbeitla (Verdichterstation, 35° 14′ 44,2″ N, 9° 10′ 47,6″ O) - Sbikha (Mess- und Regelstation, ?) - Korba (Mess- und Regelstation, ?) - Menzel Temime (Mess- und Regelstation, ?) - El Haouaria/Kap Bon (Verdichterstation, 37° 1′ 5,2″ N, 11° 3′ 9,9″ O) |
| Mittelmeer, Straße von Sizilien TMPC-Pipeline                                 | TMPC (en. Trans-Mediterranean Pipeline Company) | 155 km          | 3× 510 mm (20") + 2× 660 mm (26") | - |
| Italien                                                                       | Snam Rete Gas (Eni) | 1500 km         | 2× 1200 mm (48") (teilw. 3× 42")  | - Mazara del Vallo (Übergabestation, 37° 40′ 7,1″ N, 12° 32′ 25,9″ O) - Enna (Verdichterstation, 37° 33′ 40″ N, 14° 21′ 47,9″ O) - Messina (Verdichterstation, 38° 16′ 20,4″ N, 15° 35′ 19,5″ O) - Favazzina, nahe Scilla (Mess- und Regelstation) - Tarsia (Verdichterstation, 39° 35′ 23,1″ N, 16° 15′ 3,3″ O) - Montesano (Verdichterstation, 40° 16′ 0,3″ N, 15° 46′ 42,3″ O) - Melizzano (Verdichterstation, 41° 10′ 8,4″ N, 14° 28′ 18,2″ O) - Gallese (Verdichterstation, 42° 21′ 43,8″ N, 12° 26′ 35,4″ O) - Terranuova (Verdichterstation, 43° 33′ 26,7″ N, 11° 38′ 30,3″ O) - Minerbio (Übergabe- und Verdichterstation, 44° 36′ 28,8″ N, 11° 30′ 1,5″ O) |

## Wirtschaftliche Bedeutung und Sicherheit
Die Transmed-Leitung ist eine wichtige Pipeline im transmediterranen Netzwerk (neben der Maghreb-Europa-Pipeline, Medgaz, GALSI, Greenstream, …) Da die Förderländer in Nordafrika (insbes. Algerien und Libyen) etwa 60 % des Gasbedarfs der südeuropäischen Länder (insbes. Italien, Frankreich, Spanien) decken, ist die Verfügbarkeit und Sicherheit der Leitung von großer Bedeutung für die Energieversorgung Europas. So steht die Transmed-Leitung auf der Critical Foreign Dependencies Initiative, einer Liste der US-Regierung, die für die USA strategisch wichtige Infrastrukturanlagen in aller Welt aufführt.
Wegen der großen wirtschaftlichen Bedeutung der Pipeline betrachten die westlichen Länder aufmerksam die politische Stabilität und Sicherheit in den Herkunfts- und Transitländern. Insbesondere in der Zeit politischer Unruhen in Algerien in den 1990er-Jahren und während der Unruhen des „Arabischen Frühlings“ Anfang der 2010er-Jahre in Algerien und in Tunesien gab es Sorge, Teile der Pipeline könnten unter die Kontrolle von islamistischen Extremisten fallen, die die Versorgung unterbrechen könnten. Tatsächlich waren die algerischen Gasversorgungsanlagen schon mindestens zwei Mal Ziel von Terroranschlägen: Im Jahr 1997 war die Transmed-Pipeline für fünf Tage außer Betrieb, nachdem Terroristen sie mit einer Bombe beschädigt hatten. Im Jahr 2013 ereignete sich die Geiselnahme von In Aménas, die zwar nicht die Transmed-Leitung direkt, aber die vorgeschaltete Förderung betraf.